# Виминальские ворота
Виминальские ворота, Porta Viminalis — античные ворота Сервиевой стены в Риме.
Ворота находились на холме Виминал, в северо-восточной части стены в центре хорошо укреплённого её участка — agger (вал Сервия Туллия). Из города к воротам вела дорога vicus Patricius; линия акведуков Aqua Iulia, Aqua Tepula, Aqua Marcia проходила в город в северной части ворот Руины Виминальских ворот сохранились на сегодняшней Piazza dei Cinquecento у вокзала Термини.